# The Rumjacks (гурт)
The Rumjacks — австралійський кельтік-панк гурт із Сіднея.

## Склад
Frankie McLaughlin — вокал, вістль, військовий барабан 

Johnny McKelvey — бас, вокал 

Pietro della Sala — ударні, вокал 

Gabriel Whitbourne — гітара, вокал 

Adam Kenny — мандоліна, банджо, бойран, акустична гітара, вокал

## Концерти в Україні
- 12 листопада 2017 відбувся перший виступ гурту в київському клубі MonteRay Live Stage.[1]

## Дискографія

### Студійні альбоми
- Gangs of New Holland (2010) — Laughing Outlaw
- Sober & Godless (2015) — Four|Four[2]
- Sleepin' Rough (2016) — Four|Four[3]
- Saints Preserve Us (2018)

### Міні-альбоми
- Hung, Drawn & Portered (2009) — Shite & Onions.
- Sound as a Pound (2009) — Shite & Onions.